# Vörösköpenyes pirók
A vörösköpenyes pirók (Carpodacus rhodochlamys) a madarak osztályának verébalakúak (Passeriformes) rendjébe és a pintyfélék (Fringillidae) családjába tartozó faj.

## Rendszerezése
A fajt Johann Friedrich von Brandt német zoológus írta le 1843-ban, a Pyrrhula nembe Pyrrhula (Corythus) rhodochlamys néven.

## Alfajai
- Carpodacus rhodochlamys rhodochlamys - van Üzbegisztán, Afganisztán, Délnyugat-Kína és Mongólia északi része
- Carpodacus rhodochlamys kotschubeii - az Alai-hegység Kirgizisztánban és a Pamír

## Előfordulása
Ázsiában, Afganisztán, Kína, India, Kazahsztán, Kirgizisztán, Mongólia, Pakisztán, Oroszország, Tádzsikisztán és Üzbegisztán területén honos.
Természetes élőhelyei a szubtrópusi vagy trópusi hegyi füves puszták és cserjések, valamint ültetvények és szántóföldek. Magassági vonuló.

## Megjelenése
Testhossza 18 centiméter, testtömege 18-38 gramm.
|  |  |

## Természetvédelmi helyzete
Az elterjedési területe rendkívül nagy, egyedszáma pedig stabil. A Természetvédelmi Világszövetség Vörös listáján nem fenyegetett fajként szerepel.